# Pfaffenbrief
El Pfaffenbrief (en alemán Pacto de los clérigos o curas) es un pacto con fecha del 7 de octubre de 1370 entre seis cantones de la Antigua Confederación Suiza: Zúrich, Lucerna, Zug y Unterwalden (faltan Berna y Glaris).
En el Pfaffenbrief se refirieron por primera vez a sí mismos como una unidad territorial (unser Eydgnosschaft). Asumieron la autoridad sobre los clérigos (Pfaffen), sometiéndoles a su legislación. Además, la Pfaffenbrief prohibía los feudos para garantizar la paz en el camino de Zúrich al Paso de San Gotardo.
La causa inmediata del pacto fue un ataque el 13 de septiembre de 1370 del preboste de la catedral de Zúrich (Grossmünster), Bruno Brun, contra Peter von Gundoldingen, el alcalde de Lucerna, a quien mantuvo apresado rehusando reconocer la jurisdicción de un tribunal secular, pero fue expulsado de Zúrich y su prisionero liberado. El Pfaffenbrief fue redactado porque la Confederación estaba preocupada por el hecho de que Brun, al servicio de los Habsburgo, pudiera apelar ante un tribunal del Sacro Imperio Romano Germánico o a una corte eclesiástica, así como para evitar disputas similares en el futuro.